# ۶۴۶ (میلادی)
۶۴۶ (میلادی) ششصد و چهل و ششمین سال تقویم میلادی است.
سال ۶۴۶  یک سال مشترک بود که از روز یکشنبه در تقویم ژولیانی آغاز می‌شد. نام‌گذاری این سال با عدد ۶۴۶ از اوایل قرون وسطی، زمانی که تقویم آنو دومینی به روش رایج در اروپا برای نامگذاری سال‌ها تبدیل شد، مورد استفاده قرار می‌گرفت.

## رویدادها[۱]
بر اساس مکان
امپراتوری بیزانس
جنگ اعراب و بیزانس: اسکندریه پس از شکست تلاش بیزانسی‌ها  برای بازپس‌گیری مصر، توسط اعراب مسلمان بازپس گرفته شد و به تقریباً ۱۰۰۰ سال حکومت دولت‌های یونانی-رومی در این شهر پایان داد.
گریگوری پاتریسین، امپراتور بیزانس در آفریقا، شورشی را علیه کنستانس دوم آغاز کرد و خود را امپراتور اعلام کرد. این شورش از حمایت گسترده‌ای در بین مردم برخوردار شد.
امپراتوری عربستان
خلیفه عثمان بن عفان شهر جده (عربستان سعودی) را در ساحل دریای سرخ تأسیس کرد. او بندری را برای زائران مسلمان که برای انجام فریضه حج به مکه می‌رفتند، تأسیس کرد.
آفریقا
نبرد نیکیو: ارتش رشیدون (۱۵۰۰۰ نفر) به فرماندهی عمرو بن عاص، نیروی کوچکتری از بیزانس را در نزدیکی شهر مستحکم نیکیو (مصر) شکست می‌دهد.
عمر بن عاص استحکاماتی در اسکندریه می‌سازد و یک پادگان قوی در مجاورت آن مستقر می‌کند که سالی دو بار از مصر علیا تخلیه می‌شود.
چین
تابستان - امپراتور تایزونگ از سلسله تانگ، در جریان لشکرکشی علیه Xueyantuo (آسیای مرکزی)، ایالت Xueyantuo را نابود کرد.
ژاپن
امپراطور کوتوکو فرمانی در مورد سیاست‌های ساخت مقبره‌ها صادر می‌کند. او رسوم قدیمی قربانی کردن افراد به افتخار یک مرده را متوقف می‌کند و آیین‌های نسنجیده در مورد تطهیر را ممنوع می‌کند.
فرمان اصلاحات بزرگ، نظم سیاسی ژاپن را تغییر می‌دهد. این فرمان منجر به ایجاد یک دولت متمرکز با حکومت کوتوکو از کاخ خود، کاخ نانیوا ناگارا-تویوساکی، در اوساکا خواهد شد.
بر اساس موضوع
دین
شوان‌زانگ کتاب خود با عنوان «یادداشت‌های تانگ بزرگ درباره مناطق غربی» را تکمیل می‌کند که بعدها به یکی از منابع اصلی برای مطالعه آسیای مرکزی و هند قرون وسطی تبدیل می‌شود.

## زادگان[۲]
عبدالملک بن مروان، خلیفه مسلمان (متوفی ۷۰۵)
گودولا، قدیس فرانکی
لی سوجیه، شاهزاده سلسله تانگ (متوفی ۶۹۰)
سان گوتینگ، خوشنویس چینی (متوفی ۶۹۱)
تونیوکوک، رهبر نظامی گوک ترک‌ها (تاریخ تقریبی)

## درگذشتگان[۳]
۱۷ ژانویه – سولپیتیوس پارسا، اسقف بورژ
۱۹ ژانویه – لیو جی، صدراعظم سلسله تانگ
تاریخ نامشخص
گالوس، مبلغ ایرلندی (تاریخ تقریبی)

ژانگ لیانگ، ژنرال سلسله تانگ‎